# Napheesa Collier
Napheesa Collier  (O´Fallen, Misuri; 23 de septiembre de 1996) es una jugadora de baloncesto estadounidense.

## Vida personal
En octubre de 2019, se comprometió con Alex Bazzell, un entrenador de baloncesto. En noviembre de 2021 anunció que estaba embarazada por primera vez, de una niña.